# Chiesa di San Biagio (Buccinasco)
La chiesa di San Biagio, detta la chiesetta, è un luogo di culto cattolico che sorge in località Grancino nel comune di Buccinasco, ma storicamente appartenente alla parrocchia di Corsico.
La chiesa si trova nell'omonima piazza San Biagio, al centro della rotonda che sorge sulla principale via del paese, tra via Emilia e via Greppi. È costituita da un'unica navata, con tetto spiovente in tegolato e un piccolo campanile a tre campane. Sulla facciata, sopra al portone campeggia l'insegna "D O M S.Biagii Dicatvm". Presenta all'interno un'interessante pala d'altare.

## Storia

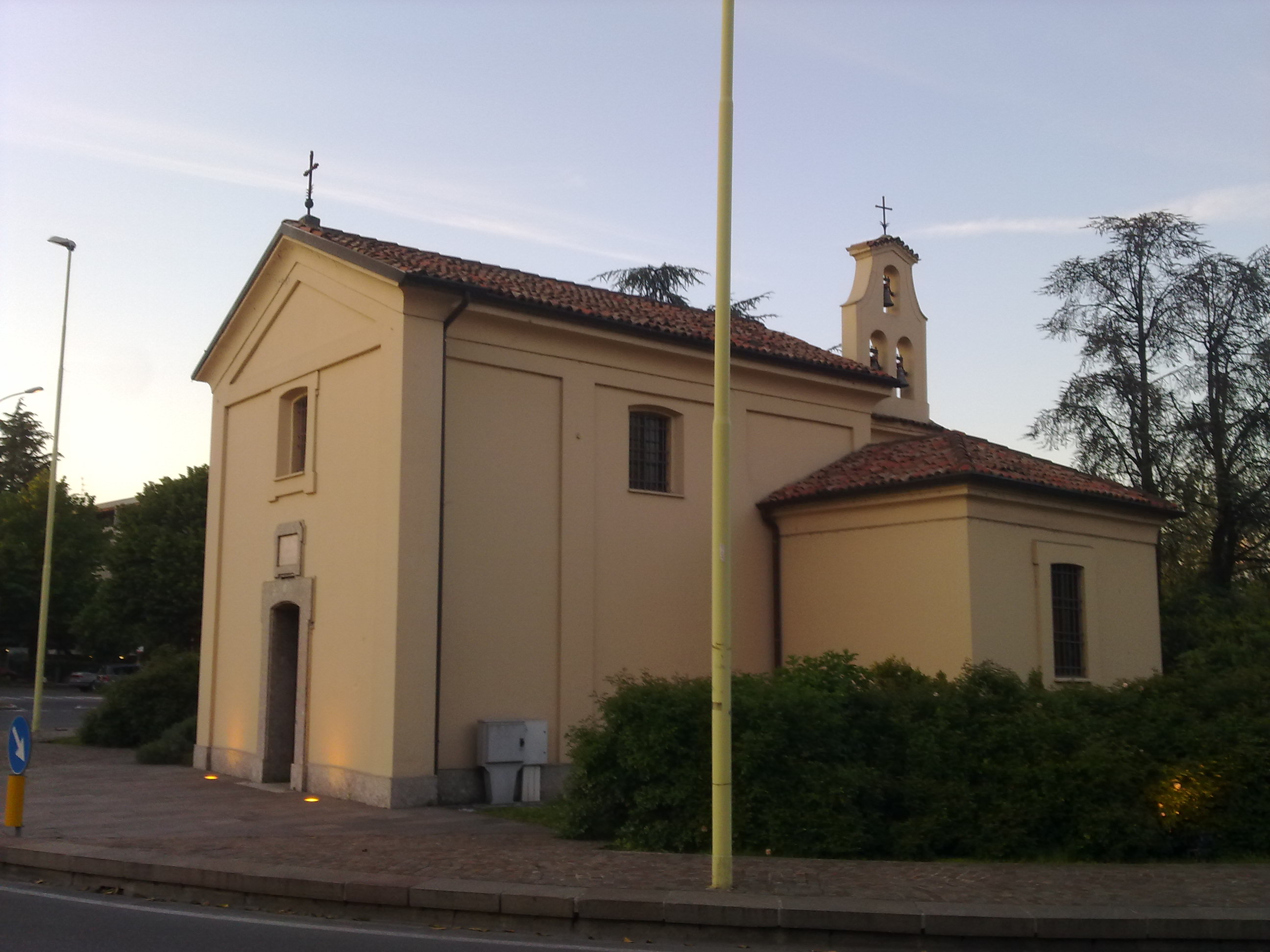
Vista laterale con campanile

La chiesetta, di veste settecentesca, era già citata nel Liber Notitiae Sanctorum Mediolani, redatto da Goffredo da Bussero nel 1290 circa, nel quale sono contenuti i nomi delle chiese della diocesi di Milano dedicate ai diversi santi.. Nel 1796 faceva parte della pieve di Cesano Boscone.
L'aspettoe si fa risalire al XVIII secolo. La chiesa fa parte della nuova parrocchia Maria Madre della Chiesa, una delle tre in cui è diviso il comune di Buccinasco.
La chiesa e il suo giardinetto posteriore sono all'interno di una rotonda, quindi interamente circondati dalla strada.